# Grande Prêmio do Barém de 2006
Resultados do Grande Prêmio do Barém de Fórmula 1 realizado em Sakhir em 12 de março de 2006. Primeira etapa da temporada, foi vencido pelo espanhol Fernando Alonso, da Renault.

## Resumo
- Pela primeira vez desde 1996 a abertura da temporada não foi na Austrália.
- Primeira corrida de Nico Rosberg, Yuji Ide e Scott Speed.

## Classificação da prova

### Treinos classificatórios
| Pos.   | Nº | Piloto               | Equipe              | Q1        | Q2       | Q3       | Grid |
| ------ | -- | -------------------- | ------------------- | --------- | -------- | -------- | ---- |
| 1      | 5  | Michael Schumacher   | Ferrari             | 1:33.310  | 1:32.025 | 1:31.431 | 1    |
| 2      | 6  | Felipe Massa         | Ferrari             | 1:33.579  | 1:32.014 | 1:31.478 | 2    |
| 3      | 12 | Jenson Button        | Honda               | 1:32.603  | 1:32.025 | 1:31.549 | 3    |
| 4      | 1  | Fernando Alonso      | Renault             | 1:32.433  | 1:31.215 | 1:31.702 | 4    |
| 5      | 4  | Juan Pablo Montoya   | McLaren-Mercedes    | 1:33.233  | 1:31.487 | 1:32.164 | 5    |
| 6      | 11 | Rubens Barrichello   | Honda               | 1:33.922  | 1:32.322 | 1:32.579 | 6    |
| 7      | 9  | Mark Webber          | Williams-Cosworth   | 1:33.454  | 1:32.309 | 1:33.006 | 7    |
| 8      | 15 | Christian Klien      | Red Bull-Ferrari    | 1:34.308  | 1:32.106 | 1:33.112 | 8    |
| 9      | 2  | Giancarlo Fisichella | Renault             | 1:32.934  | 1:31.831 | 1:33.496 | 9    |
| 10     | 16 | Nick Heidfeld        | BMW Sauber          | 1:33.374  | 1:31.958 | 1:33.926 | 10   |
| 11     | 17 | Jacques Villeneuve   | BMW Sauber          | 1:33.882  | 1:32.456 |          | 11   |
| 12     | 10 | Nico Rosberg         | Williams-Cosworth   | 1:32.945  | 1:32.620 |          | 12   |
| 13     | 14 | David Coulthard      | Red Bull-Ferrari    | 1:33.678  | 1:32.850 |          | 13   |
| 14     | 8  | Jarno Trulli         | Toyota              | 1:33.987  | 1:33.066 |          | 14   |
| 15     | 20 | Vitantonio Liuzzi    | Toro Rosso-Cosworth | 1:34.439  | 1:33.416 |          | 15   |
| 16     | 21 | Scott Speed          | Toro Rosso-Cosworth | 1:33.995  | 1:34.606 |          | 16   |
| 17     | 7  | Ralf Schumacher      | Toyota              | 1:34.702  |          |          | 17   |
| 18     | 19 | Christijan Albers    | Midland-Toyota      | 1:35.724  |          |          | 18   |
| 19     | 18 | Tiago Monteiro       | Midland-Toyota      | 1:35.900  |          |          | 19   |
| 20     | 22 | Takuma Sato          | Super Aguri-Honda   | 1:37.411  |          |          | 20   |
| 21     | 23 | Yuji Ide             | Super Aguri-Honda   | 1:40.270  |          |          | 21   |
| 22     | 3  | Kimi Räikkönen       | McLaren-Mercedes    | sem tempo |          |          | 22   |
| Fonte: |    |                      |                     |           |          |          |      |

### Corrida
| Pos.   | Nº | Piloto               | Construtor          | Voltas | Tempo/Diferença     | Grid | Pontos |
| ------ | -- | -------------------- | ------------------- | ------ | ------------------- | ---- | ------ |
| 1      | 1  | Fernando Alonso      | Renault             | 57     | 1:29:46.205         | 4    | 10     |
| 2      | 5  | Michael Schumacher   | Ferrari             | 57     | + 1.246             | 1    | 8      |
| 3      | 3  | Kimi Räikkönen       | McLaren-Mercedes    | 57     | + 19.360            | 22   | 6      |
| 4      | 12 | Jenson Button        | Honda               | 57     | + 19.992            | 3    | 5      |
| 5      | 4  | Juan Pablo Montoya   | McLaren-Mercedes    | 57     | + 37.048            | 5    | 4      |
| 6      | 9  | Mark Webber          | Williams-Cosworth   | 57     | + 41.932            | 7    | 3      |
| 7      | 10 | Nico Rosberg         | Williams-Cosworth   | 57     | + 1:03.043          | 12   | 2      |
| 8      | 15 | Christian Klien      | Red Bull-Ferrari    | 57     | + 1:06.771          | 8    | 1      |
| 9      | 6  | Felipe Massa         | Ferrari             | 57     | + 1:09.907          | 2    |        |
| 10     | 14 | David Coulthard      | Red Bull-Ferrari    | 57     | + 1:15.541          | 13   |        |
| 11     | 20 | Vitantonio Liuzzi    | Toro Rosso-Cosworth | 57     | + 1:25.997          | 15   |        |
| 12     | 16 | Nick Heidfeld        | BMW Sauber          | 56     | + 1 volta           | 10   |        |
| 13     | 21 | Scott Speed          | Toro Rosso-Cosworth | 56     | + 1 volta           | 16   |        |
| 14     | 7  | Ralf Schumacher      | Toyota              | 56     | + 1 volta           | 17   |        |
| 15     | 11 | Rubens Barrichello   | Honda               | 56     | + 1 volta           | 6    |        |
| 16     | 8  | Jarno Trulli         | Toyota              | 56     | + 1 volta           | 14   |        |
| 17     | 18 | Tiago Monteiro       | Midland-Toyota      | 55     | + 2 voltas          | 19   |        |
| 18     | 22 | Takuma Sato          | Super Aguri-Honda   | 53     | + 4 voltas          | 20   |        |
| Ret    | 23 | Yuji Ide             | Super Aguri-Honda   | 35     | Motor               | 21   |        |
| Ret    | 17 | Jacques Villeneuve   | BMW Sauber          | 29     | Motor               | 11   |        |
| Ret    | 2  | Giancarlo Fisichella | Renault             | 21     | Pane hidráulica     | 9    |        |
| Ret    | 19 | Christijan Albers    | Midland-Toyota      | 0      | Eixo de transmissão | 18   |        |
| Fonte: |    |                      |                     |        |                     |      |        |

## Tabela do campeonato após a corrida
| Pos.   | Piloto             | Pontos |
| ------ | ------------------ | ------ |
| 1      | Fernando Alonso    | 10     |
| 2      | Michael Schumacher | 8      |
| 3      | Kimi Räikkönen     | 6      |
| 4      | Jenson Button      | 5      |
| 5      | Juan Pablo Montoya | 4      |
| Fonte: |                    |        |

| Pos.   | Construtor        | Pontos |
| ------ | ----------------- | ------ |
| 1      | Renault           | 10     |
| 2      | McLaren–Mercedes  | 10     |
| 3      | Ferrari           | 8      |
| 4      | Honda             | 5      |
| 5      | Williams–Cosworth | 5      |
| Fonte: |                   |        |

- Nota: Somente as primeiras cinco posições estão listadas.